# Roger Verey
Roger Roland Verey (født 14. marts 1912 i Lausanne, død 6. september 2000 i Kraków) var en polsk roer som deltog i de olympiske lege 1936 i Berlin.
Verey vandt en bronzemedalje i roning under OL 1936 i Berlin. Sammen med Jerzy Ustupski kom han på en tredjeplads i dobbeltsculler efter Jack Beresford og Leslie Southwood fra Storbritannien og tyskerne Joachim Pirsch og Willy Kaidel. 